# Arjun Atwal
Arjun Singh Atwal (1973) is een professionele golfer uit India. Hij speelt op de Aziatische en Europese PGA Tour en is de eerste speler uit India die ook op de Amerikaanse PGA Tour mocht spelen.

## Amateur
Op 14-jarige leeftijd begon Arjun met golf op de Royal Calcutta Golf Club, opgericht in 1829 en de oudste golfclubs buiten het Verenigd Koninkrijk. Hij studeerde twee jaar in de Verenigde Staten.

#### Teams
- Dynasty Cup: 2003 (winnaars)

## Professional
Arjun Atwal werd in 1995 professional en speelde de eerste jaren op de Aziatische Tour (AT).
In 2003 was hij de eerste speler uit India die via de Tourschool een spelerskaart voor de Amerikaanse PGA Tour haalde. Dat jaar won hij ook de Indian Masters en werd daarmee de eerste Indiase speler die een miljoen Amerikaanse dollars had gewonnen.
In 2007 was hij de tweede Indiase speler die een tourkaart voor de Europese PGA Tour (ET) had na (Jeev Milkha Singh), die er al in 1997 speelde. Hij was echter de eerste die er een toernooi won, toen hij in 2002 de Singapore Masters binnenhaalde.
In 2008 won hij voor de tweede keer het Maleisisch Open, maar in 2009 moest hij een aantal maanden rust nemen om zijn schouder te laten herstellen. In 2010 zal hij weer in Amerika spelen.
In 2010 was hij de eerste in India geboren speler die op de Amerikaanse PGA Tour won. Hij won het kwalificatietoernooi op maandag en het Wyndhamkampioenschap op de volgende zondag. Hij had vanaf de eerste ronde aan de leiding gestaan, hoewel hij die eerste plaats regelmatig met anderen deelde. 

### Gewonnen

#### Aziatische PGA Tour
- 1999: Wills Indian Open
- 2000: Hero Honda Masters, Star Alliance Open (Hong Kong)
- 2002: Caltex Singapore Masters (AT/ET)
- 2003: Carlsberg Malaysian Open (AT/ET), Hero Honda Masters
- 2008: Maybank Malaysian Open (AT/ET)

#### Europese Tour
- 2002: Caltex Singapore Masters (AT/ET)
- 2003: Carlsberg Malaysian Open (AT/ET)
- 2008: Maybank Malaysian Open (AT/ET)

#### Nationwide Tour
- 2008: Chattanooga Classic

#### US PGA Tour
- 2010: Wyndham Championship (-20)

#### Elders
- 1995: DCM Open
- 1997: Classic Southern India Open